# Datong (Yilan)
Datong (chinesisch 大同鄉, Pinyin Dàtóng Xiāng, W.-G. Da4-t'ung2 Hsiang1) ist eine Landgemeinde im nordöstlichen Landkreis Yilan in der Republik China auf Taiwan.

## Beschreibung
Datong liegt im Südwesten des Landkreises Yilan und besteht ganz überwiegend aus dicht bewaldeten Bergland, das zu den östlichen Ausläufern des Xueshan-Gebirges und zu den nordwestlichen Ausläufern des Taiwanischen Zentralgebirges gehört. Die Trennlinie bildet das Flusstal des Flusses Lanyang, der Datong in seiner ganzen Länge in Richtung Nordosten durchquert. Im Nordosten grenzt Datong an die Yilan-Küstenebene. Die benachbarten Gemeinden sind (gegen den Uhrzeigersinn): Nan’ao im Westen, Dongshan, Sanxing und Yuanshan im Norden, Stadtbezirk Wulai von Neu-Taipeh im Nordwesten, Jianshi (Landkreis Hsinchu) im Südwesten und Heping (Taichung) im Südwesten. 
Aufgrund seiner Topografie ist Datong nur sehr dünn besiedelt. Die Bewohner sind ganz überwiegend Angehörige des taiwanisch-indigenen Volks der Atayal. Siedlungen finden sich vor allem entlang des Lanyang-Flusstals.

## Verwaltungsgliederung
| Gliederung Datongs |
| Lunpi 崙埤村 Songluo 松羅村 Yingshi 英士村 Fuxing 復興村 Hanxi 寒溪村 Yaoshui 樂水村 Taiping 太平村 Maoan 茂安村 Siji 四季村 Nanshan 南山村 |

Datong ist in folgende 10 Dörfer (村, Cūn) gegliedert (Stand: 2018): Hanxi (寒溪), Lunpi (崙埤), Songluo (松羅), Fuxing (復興), Yingshi (英士), Yaoshui (樂水), Taiping (太平), Maoan (茂安), Siji (四季), Nanshan (南山).

## Wirtschaft und Tourismus
In früheren Zeiten war vor allem die Forstwirtschaft von großer Bedeutung. Zur Zeit der japanischen Kolonialherrschaft wurden Waldbahnen erbaut (u. a. die Taipingshan-Waldbahn), die dem Abtransport des geschlagenen Holzes an die Küste dienten. Die Forstwirtschaft hat auch aufgrund gestiegenem Umweltbewusstseins ihre frühere Bedeutung verloren. Weite Teile Datongs stehen heute unter Naturschutz. Von zunehmender wirtschaftlicher Bedeutung ist der Naturtourismus. Datong umfasst das 12.000 Hektar große Nationale Walderholungsgebiet Taipingshan (太平山森林遊樂區). In Datong findet sich auch der Cuifeng-See, der größte Bergsee der Insel Taiwan. Sehenswert sind auch die an verschiedenen Orten zu findenden geothermalen Quellen. Die Geothermie ist nicht nur touristisch, sondern auch energiewirtschaftlich von Interesse. Zwischen 1981 und 1993 war im Geothermiegebiet Qingshui ein Geothermie-Kraftwerk in Betrieb, das allerdings aufgrund mangelnder Rentabilität und technischer Probleme seinen Betrieb wieder einstellte.
Hauptverkehrsader ist die Provinz-Schnellstraße 7.

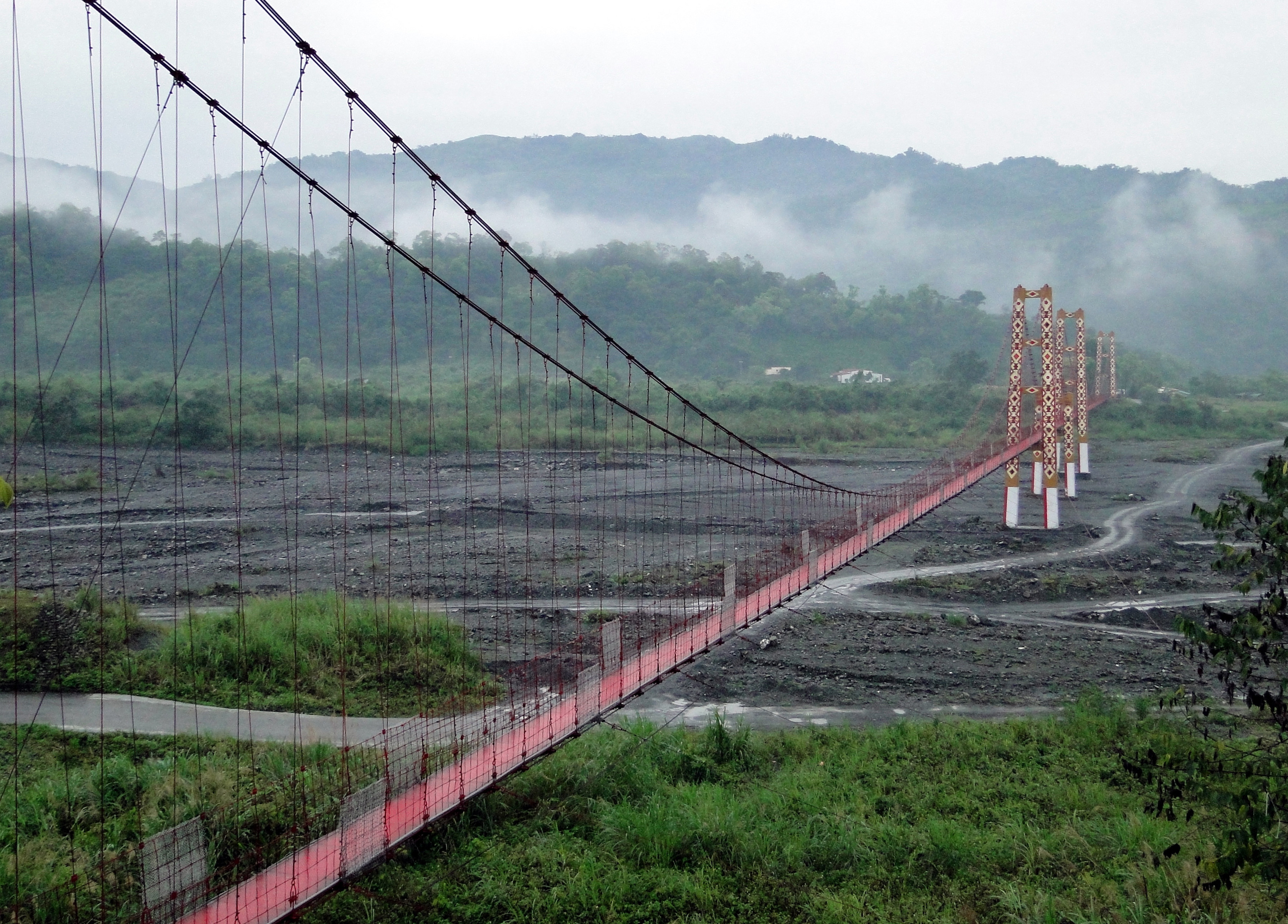
Hanxi Daqiao-Brücke über das Flusstal des Lotung-Flusses
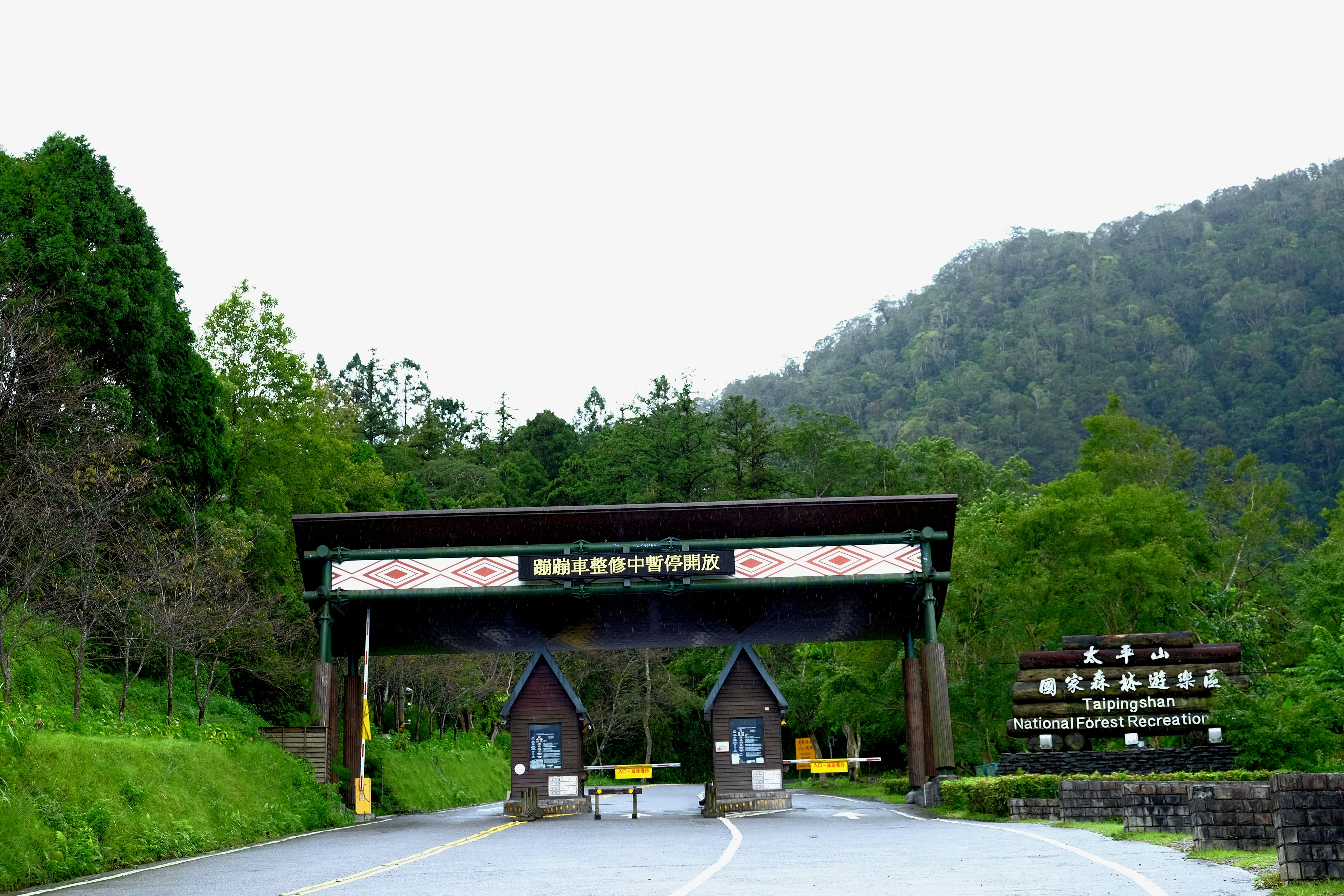
Einfahrt zum Walderholungsgebiet Taipingshan
Shengfeng-Teeplantagen
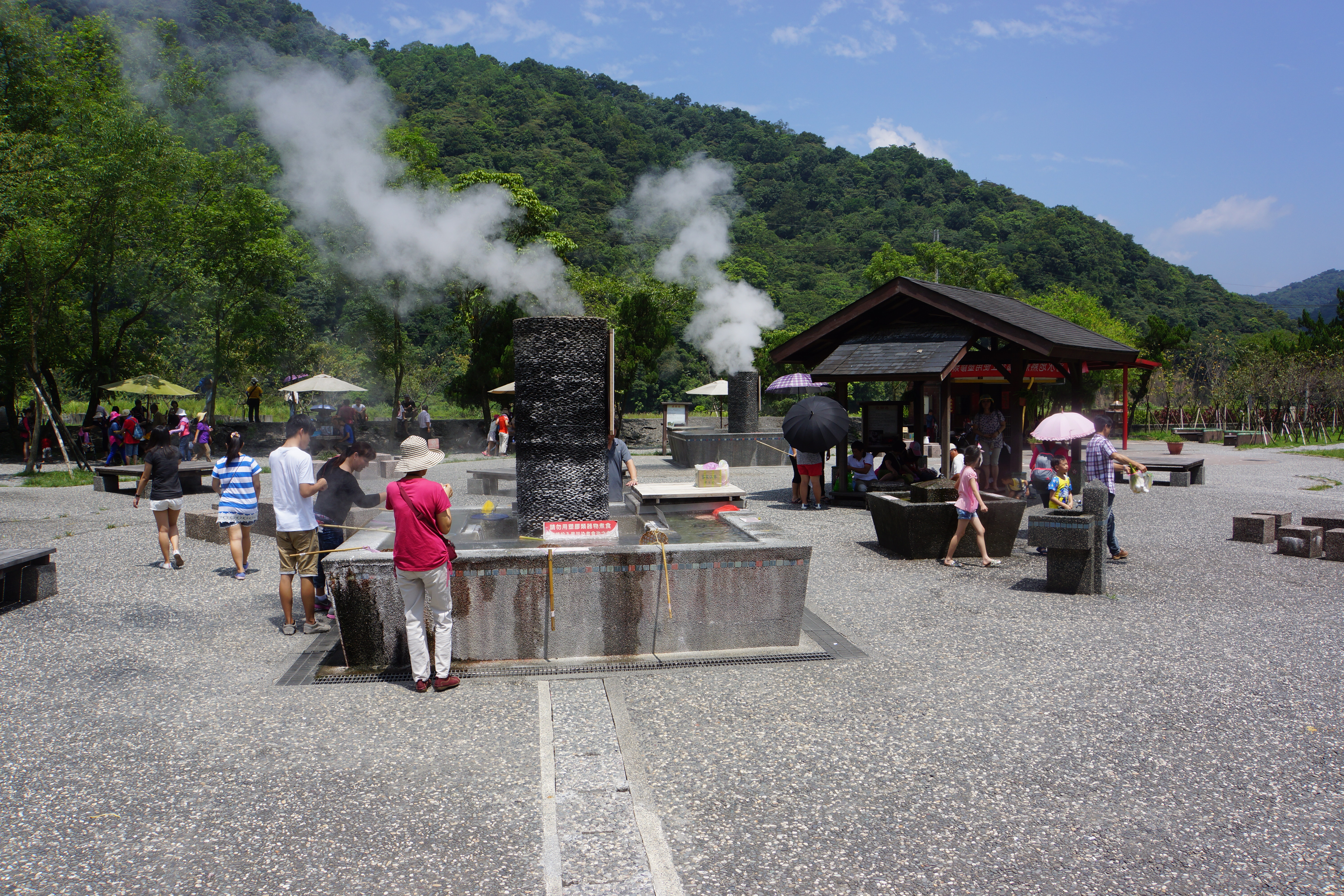
Heiße Quellen von Qingshui – Besucher kochen sich ihr Essen

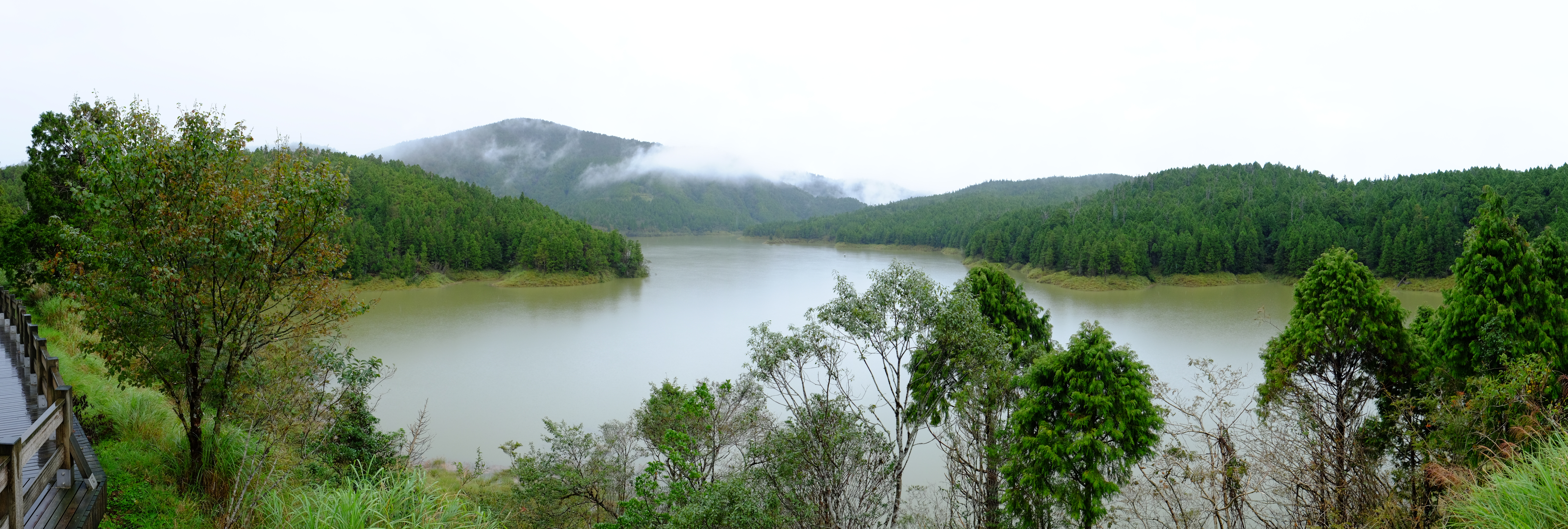
Cuifeng-See